# Alagoa (Minas Gerais)
Pour les articles homonymes, voir Alagoa.
Alagoa est une municipalité brésilienne de l'État du Minas Gerais et la microrégion de São Lourenço.